# 橘則長
橘 則長（たちばな の のりなが）は、平安時代中期の貴族・歌人。陸奥守・橘則光の子。官位は正五位下・越中守。

## 経歴
文章生から讃岐掾を経て、後一条朝初頭の寛仁元年（1017年）非蔵人となる。治安元年（1021年）六位蔵人に補せられると、蔵人の傍らで図書権助・修理亮・式部丞などを務め、万寿元年（1024年）従五位下に叙爵した。
長元6年（1033年）越中守に任ぜられるが、長元7年（1034年）4月に任国で卒去。享年53。最終官位は越中守正五位下。
その作歌は『後拾遺和歌集』（3首）、『新続古今和歌集』（1首）などに入集されており、歌人として名を遺した。同じく歌人である能因法師の姉妹を妻とした。『枕草子』の写本系統の一つ・能因本は、この関係からの伝来とされている。

## 官歴
注記のないものは『枕草子』一類本勘物による。
- 時期不詳：進士
- 時期不詳：讃岐掾
- 寛仁元年（1017年） 11月：非蔵人
- 治安元年（1021年） 正月：六位蔵人。8月29日：図書権助
- 治安2年（1022年） 3月29日：修理亮
- 治安3年（1023年） 2月：式部丞
- 万寿元年（1024年） 正月：従五位下
- 長元6年（1033年） 正月：越中守
- 長元7年（1034年） 4月：卒去[1]

## 系譜
- 父：橘則光
- 母：清少納言 - 清原元輔の娘
- 妻：橘忠望娘 - 能因姉妹
  - 男子：橘則季
- 生母不明の子女
  - 男子：橘則孝